# Trčenje v zraku nad Vrbovcem (1976)
Trčenje nad Vrbovcem se je zgodilo 10. septembra 1976 nad krajem Vrbovec v bližini Zagreba ob 11:15 po lokalnem času. Udeleženi sta bili letali British Airways, let 476, ki je bil na poti z londonskega letališča Heathrow v Carigrad, in letalo Inex-Adria Avioprometa, let 550, ki je bil na poti iz Splita na letališče v Kölnu v ZR Nemčiji.
Med vzroki za nesrečo sta bila zastarelost zemeljske navigacijske opreme in slaba koordinacija med kontrolorji zračnega prometa, ki so posledično dovolili vzpon Adriinega leta 550 preko poti britanskega letala. V nesreči je izgubilo življenje vseh 176 potnikov in članov posadke v obeh letalih.
Ta nesreča je bila dolgo časa znana kot ena največjih letalskih nesreč.

## Leta
Na krovu leta BEA476 je bilo 54 potnikov in devet članov posadke. Letalo je z letališča Heathrow vzletelo ob 8:32 po londonskem času (9:32 po srednjeevropskem času) in etapo leta nad zahodnoevropskim območjem opravilo brez težav. Kapitan Dennis Tann (rojen leta 1932) je bil izkušen pilot, ki je do nesreče opravil 10.781 ur letenja. Pomagala sta mu dva kopilota, 29-letni Brian Helm in 24-letni Martin Flint.
Na krovu Adriinega leta JP550 je bilo 108 potnikov in pet članov posadke. Letalo je z letališča Split vzletelo ob 10:48 po lokalnem času. Potniki so bili nemški turisti, ki so se vračali domov po koncu počitnic na dalmatinski obali. Kapitan Jože Krumpak (rojen leta 1925) je bil izkušen pilot, ki je do nesreče opravil 10.157 ur letenja. Pomagal mu je 29-letni kopilot Dušan Ivanuš.

## Nesreča
Kontrola zračnega prometa v Zagrebu je bila v tistem času preobremenjena, saj je bil Zagreb pomembno križišče več zračnih poti med severnim in južnim delom Evrope ter proti Bližnjemu vzhodu in naprej. Zračni prostor v območju zagrebške kontrole je bil po višini razdeljen na tri sektorje - spodnji, srednji in zgornji, za koordinacijo prehodov med sektorji pa so skrbeli kontrolorji. Kot primarno sredstvo so kontrolorji uporabljali proceduralno separacijo med letali na podlagi predvidenih časov prihoda, radar pa je služil kot pomoč.
Pilot Adriinega letala, ki je vzdrževal nivo leta 260, je želel čim prej doseči višji nivo leta. Ker sta bila želena nivoja 280 in 310 zasedena, je kontrolor srednjega sektorja Bojan Erjavec predlagal nivo leta 350, ki je bil prost, vendar je bilo za to potrebno prečkanje nivoja leta 330, kjer je letel let BEA476. 
Kontrolor Gradimir Tasić, ki je bil zadolžen za zgornji sektor, je vzpon dovolil, vendar naročil, da se dovoljenje za vzpenjanje da šele po tem, ko bo šlo mimo letalo iz smeri Metlike, kar je zakasnilo začetek vzpenjanja leta JP550. Ko je let JP550 sporočil, da je prečkal nivo leta 310, mu je Erjavec naročil vzpostavitev zveze z zgornjim sektorjem in naročil prenehanje oddaje transponderja, s čimer je sprostil kodo za druga letala, s tem pa letalo ni več oddajalo svoje informacije o višini. Če bi predaja potekala po pravilih, bi letalo ob stiku z zgornjim sektorjem moralo dobiti novo kodo transponderja, kar bi na radarskem zaslonu kazalo tudi informacije o višini. Tasić je bil takrat preobremenjen z delom, poleg tega je bil brez pomočnika. Ta je namreč odšel iskat Tasićevo zamenjavo, saj te ob dogovorjenem času še ni bilo na delovnem mestu. 
Kapitan leta JP550 je domnevno zaradi prezasedenosti Tasića pri komunikaciji z drugimi letali zvezo z zgornjim sektorjem vzpostavil šele, ko je bil na nivoju 325. Takrat se je Tasić zavedel nevarnosti in letu JP550 naročil takojšnjo prekinitev vzpenjanja. Pri tem je proti predpisom uporabil komunikacijo v srbohrvaščini, zaradi česar let BEA476 ni dobil informacije o bližajoči se nevarnosti. Let JP550 je dosegel nivo leta 330, kar je bilo enako nivoju leta BEA476. Ob 10:14:41 je prišlo do trčenja, pol minute zatem je Tasić naročil letu BEA476, naj javi prečkanje naslednje točke Našice, vendar odgovora ni dobil. Zato je skušal neuspešno priklicati obe letali.
Ob 10:15:40 je Zagreb kontaktiral kapitan Lufthansinega letala B737, Josef Kröse in kontrolo obvestil, da je videl trk dveh letal. Šele takrat je bilo kontrolorjem jasno, kaj se je zgodilo. 
Levo krilo Adriinega letala je ob trku zadelo kabino Tridenta, ki je zaradi dekompresije začel razpadati in padel v bližini vasi Gaj. Adriino letalo je ob tem izgubilo krilo in strmoglavilo v bližini vasi Dvorišće. Ostanki obeh letal, prtljaga in trupla so bili raztreseni 10 km v širino in 62 km v dolžino.
Kasnejša analiza je pokazala, da bi se letali v primeru, da kontrola ne bi naročila prekinitve vzpenjanja leta JP550, za las zgrešili.

## Dogodki po nesreči
Prvi na kraju nesreče so bili prebivalci vasi Gaj in Dvorišće ter lokalni gasilci. Čeprav so našli nekaj potnikov, ki so še kazali znake življenja, so bile njihove poškodbe prehude. Prebivalci so sodelovali tudi pri mučnem iskanju delov letal, trupel in drugih predmetov.
Vsi takrat prisotni kontrolorji zračnega prometa so bili aretirani in odpeljani na zaslišanje. Po zaslišanju je v priporu ostal le Tasić. 
Sodni proces se je začel 11. aprila 1977 v Zagrebu in vsi kontrolorji so bili obtoženi ogrožanja varnosti zračnega prometa. Za krivega je bil spoznan le Tasić, ki so mu prisodili sedemletno zaporno kazen. To so mu kasneje prepolovili, po peticiji drugih kontrolorjev pa je bil 29. novembra 1978 predčasno odpuščen s prestajanja kazni.
Nesreči je sledila radikalna modernizacija zagrebške kontrole zračnega prometa.